# Макаровская (Харовский район)
Мака́ровская — деревня в Харовском районе Вологодской области России.
Входит в состав Слободского сельского поселения, с точки зрения административно-территориального деления — в Слободской сельсовет.
Расстояние по автодороге до районного центра Харовска — 54 км, до центра муниципального образования Арзубихи — 5 км. Ближайшие населённые пункты — Арзубиха, Перекс, Полутиха.
По переписи 2002 года население — 18 человек.